# ملعب ايب لنسترا ستاديون
ملعب ايب لنسترا ستاديون (بالهولندية: Abe-Lenstra-Stadion) هو ملعب لكرة القدم يقع في مدينة هيرينفين في هولندا، بُني في عام 1993، وتبلغ السعة الأجمالية للمتفرجين حوالي 26,100 ألف متفرج، و يعتبر المقر الرئيسي لنادي هيرينفين لكرة القدم. سُمي الملعب على اسم اللاعب آبي لنسترا.